# أيمن الزين
أيمن الزين مواليد 14 نوفمبر 1993 في تونس، هو لاعب كرة قدم تونسى يلعب في نادي سكك الحديد الصفاقسي.

## روابط خارجية
- أيمن الزين على موقع قاعدة بيانات كرة القدم.إي يو (الإنجليزية)
- أيمن الزين على موقع Soccerway.com (الإنجليزية)

أيمن الزين